# Нилов, Олег Васильевич
Олег Васильевич Нилов (род. 6 мая 1948, г. Ганцевичи, Брестская область, БССР, СССР) —  мэр города Архангельск с декабря 2000 по март 2005 года.

## Биография
Олег Нилов родился 6 мая 1948 года в городе Ганцевичи, Брестской области, Белорусской ССР. В 1971 году окончил химико-технологический факультет Архангельского лесо-технического института, в 1971-1975 работал в нём же. В 1975-1980 был старшим аппаратчиком, инженером-технологом, начальником завода переработки побочных продуктов, главным технологом, заместителем директора, В 1980 начал работать в Соломбальском ЦБК, в должности секретаря парткома, а к 1990 стал заместителем директора.
В 2000 году был избран мэром Архангельска, срок его полномочий истёк в 2005 году, на второй срок он не баллотировался.

## В должности мэра
В 2000 году выиграл выборы мэра в городе Архангельск. Самым главным решением Нилова, которое часто подвергается критике, является ликвидация трамвая. Маршруты №1 и 2 объединили в №2 и открыли маршрут №2к. Маршрут №2 закрылся в 2003 году, а последнюю линию №2к закрыли в 2004 году.